# Monumenti di Bhaktapur
Di seguito l'elenco dei monumenti di Bhaktapur in Nepal:
| Nome                                            | Tipologia       | Epoca         | Immagine      | Immagine post-terremoto |
| Piazza Durbar                                   | Piazza Durbar   | Piazza Durbar | Piazza Durbar | Piazza Durbar           |
| ----------------------------------------------- | --------------- | ------------- | ------------- | ----------------------- |
| Palazzo dalle 55 finestre                       | Palazzo         | 1427          |               |                         |
| Porta d'Oro                                     | Porta           |               |               |                         |
| Tempio di Taleju                                | Tempio induista | 1553          |               |                         |
| Naga Pokhari                                    | Fontana         | XVII secolo   |               |                         |
| Porta dei leoni                                 | Porta           |               |               |                         |
| Mini Tempio di Pashupati                        | Tempio induista | 1475          |               |                         |
| Tempio di Devi Vatsala                          | Tempio induista | 1696          |               |                         |
| Statua di Bhupatindra Malla                     | Scultura        | 1699          |               |                         |
| Campana di Taleju                               | Campana         | 1737          |               |                         |
| Tempio degli Elefanti Erotici                   | Tempio induista |               |               |                         |
| Tempio di Shiva Kedarnath                       | Tempio induista |               |               |                         |
| Ugrachandi e Ugrabhairab                        | Sculture        | 1701          |               |                         |
| Tempio di Rameshwar                             | Tempio induista |               |               |                         |
| Tempio di Badrinath                             | Tempio induista |               |               |                         |
| Tempio di Gopi Nath (detto anche di Jagharnath) | Tempio induista |               |               |                         |
| Tempio di Shiva                                 | Tempio induista |               |               |                         |
| Tempio di Siddhi Lakshmi                        | Tempio induista | XVII secolo   |               |                         |
| Tempio di Vatsala                               | Tempio induista |               |               |                         |
| Chyasilin Mandap                                | Tempio induista | 1990          |               |                         |
| Statua di Narsingha                             | Scultura        | 1698          |               |                         |
| Statua di Hanuman                               | Scultura        |               |               |                         |
| Tempio di Fasidega                              | Tempio induista |               |               |                         |
| Tadhunchen Bahal                                | Tempio buddista |               |               |                         |
| Piazza Taumadhi                                 |                 |               |               |                         |
| Tempio di Nyatapola                             | Tempio induista | 1702          |               |                         |
| tempio di Bhairava Nath                         | Tempio induista | XVII secolo   |               |                         |
| tempio di Til Mahadev Narayan                   | Tempio induista |               |               |                         |
| Tadhunchen Bahal                                | Tempio buddista |               |               |                         |
| Piazza Tachupal                                 |                 |               |               |                         |
| Tempio di Dattatreya                            | Tempio induista | 1427          |               |                         |
| Tempio di Bhimsen                               | Tempio induista |               |               |                         |
| Pujari Math                                     | Edificio        | XV secolo     |               |                         |
| Tempio di Salan Ganesh                          | Tempio induista | 1654          |               |                         |
| Piazza dei vasai                                |                 |               |               |                         |
| Santuario di Ganesh                             | Tempio induista |               |               |                         |
| Tempio di Vishnu                                | Tempio induista |               |               |                         |
| Tempio di Jeth Ganesh                           | Tempio induista |               |               |                         |
| Altre parti della città                         |                 |               |               |                         |
| Ni Bahal                                        | Tempio buddista |               |               |                         |
| Tempio di Jaya Varahi                           | Tempio induista |               |               |                         |
| Tempio di Jyotirlingeshwar                      | Tempio induista |               |               |                         |
| Siddha Pokhari                                  | Laghetto        |               |               |                         |